# Ptilona persimilis
Ptilona persimilis är en tvåvingeart som beskrevs av Friedrich Georg Hendel 1915. Ptilona persimilis ingår i släktet Ptilona och familjen borrflugor. Inga underarter finns listade i Catalogue of Life.